# South Hadley
South Hadley és un poble dels Estats Units a l'estat de Massachusetts. Segons el cens del 2000 tenia 17.196 habitants.

## Demografia
Segons el cens del 2000, South Hadley tenia 17.196 habitants, 6.586 habitatges, i 4.208 famílies. La densitat de població era de 374,9 habitants/km².
Dels 6.586 habitatges en un 26,5% hi vivien nens de menys de 18 anys, en un 51,6% hi vivien parelles casades, en un 9,3% dones solteres, i en un 36,1% no eren unitats familiars. En el 30,4% dels habitatges hi vivien persones soles el 13,7% de les quals corresponia a persones de 65 anys o més, que vivien soles. El nombre mitjà de persones vivint en cada habitatge era de 2,33 i el nombre mitjà de persones que vivien en cada família era de 2,93.
Per edats la població es repartia de la següent manera: un 19,6% tenia menys de 18 anys, un 14,9% entre 18 i 24, un 25,6% entre 25 i 44, un 22,4% de 45 a 60 i un 17,4% 65 anys o més.
L'edat mitjana era de 38 anys. Per cada 100 dones de 18 o més anys hi havia 65,8 homes.
La renda mitjana per habitatge era de 46.678 $ i la renda mediana per família de 58.693$. Els homes tenien una renda mediana de 42.256 $ mentre que les dones 31.219$. La renda per capita de la població era de 22.732$. Entorn del 4,1% de les famílies i el 5,9% de la població estaven per davall del llindar de pobresa.